# 荻野徹
荻野 徹（おぎの とおる、1958年5月27日 - ）は、日本の警察官僚。原子力規制庁長官。

## 人物・経歴
栃木県出身。1982年東京大学法学部卒業後、警察庁入庁。2002年警視庁第一方面本部長、2007年警察庁長官官房国家公安委員会会務官、2009年熊本県警察本部長、2010年内閣官房内閣総務官室内閣審議官。
2011年内閣官房内閣審議官 (内閣官房原子力安全規制組織等改革準備室副室長) として、原子力規制委員会の組織作りを担った。
茨城県警察本部長、警察庁長官官房審議官兼警察大学校副校長、警察大学校長を務め警察庁退官。
2015年原子力規制庁次長兼原子力安全人材育成センター所長を経て、2019年、原子力規制庁長官に就任。2021年4月、柏崎刈羽原子力発電所の所員が中央制御室に不正入室した事件について、原子力規制委員会への報告が遅れたとして委員会から厳重注意を受ける。2022年6月30日、辞職。2023年NPO法人災害時警友活動支援ネットワーク（SuNPoD）理事。